# أم أثلة
أم اثلة هي قرية تتبعُ هجرة يبرين بمحافظة الأحساء في المِنطقة الشرقيَّة في المَملكة العربيَّة السعوديَّة.

## الموقع
تقع أم اثلة جنوب الاحساء جنوب مدينة حرض مسافة 120 كيلومتر على الطريق السريع رقم 75 وجنوب شرق هجرة يبرين